# Dariusz Oko
Dariusz Oko (Oświęcim, 3 giugno 1960) è un presbitero, teologo e filosofo polacco, dottore in scienze umanistiche, docente accademico presso la Pontificia Università di Cracovia e giornalista.

## Biografia
È stato ordinato sacerdote il 14 maggio 1985. Nel 1991 ha difeso la sua tesi di dottorato in filosofia presso la Pontificia Università Gregoriana a Roma. Dal 1992 ricercatore presso la Pontificia Accademia di Teologia di Cracovia e residente nella Parrocchia di Saint Jadwiga a Cracovia. Nel 1996 ha difeso la sua tesi di dottorato in teologia presso l'Accademia polacca delle scienze e nel 2011 la sua abilitazione in filosofia. Partecipa a due progetti di ricerca intra-universitari condotti dal Dipartimento di Filosofia della Cognizione presso la Facoltà di Filosofia della Pontificia università Giovanni Paolo II: "Fondamenti teorici di metafisica e filosofia di genere" e "Tra scetticismo e agnosticismo e nichilismo. Determinanti teorici del nichilismo".
Padre Oko ha acquisito particolare notorietà dopo una serie di dichiarazioni critiche sulla "omoeresia" e sulla presenza di una rete di omosessuali all'interno della Chiesa.

## Pubblicazioni
- The transcendental Way to God according to Bernard Lonergan (Frankfurt nad Menem 1991)
- Łaska i wolność. Łaska w Biblii, nauczaniu Kościoła i teologii współczesnej (Kraków 1997)
- Przełom, wyzwanie i szansa (Kraków 1998)
- W poszukiwaniu pewności. Próba transcendentalnego ugruntowania metafizyki w filozofiach Emericha Coretha i Bernarda Lonergana (Kraków 2010)
- Dyktatura gender,, 2014
- Wygaszanie Polski, Wydawnictwo Biały Kruk, 2015